# Liste der britischen Hochkommissare in Pakistan
Die Liste der britischen Hochkommissare in Pakistan umfasst die diplomatischen Vertreter des Vereinigten Königreichs in Pakistan seit Aufnahme der diplomatischen Beziehungen 1947.

## Amtsinhaber

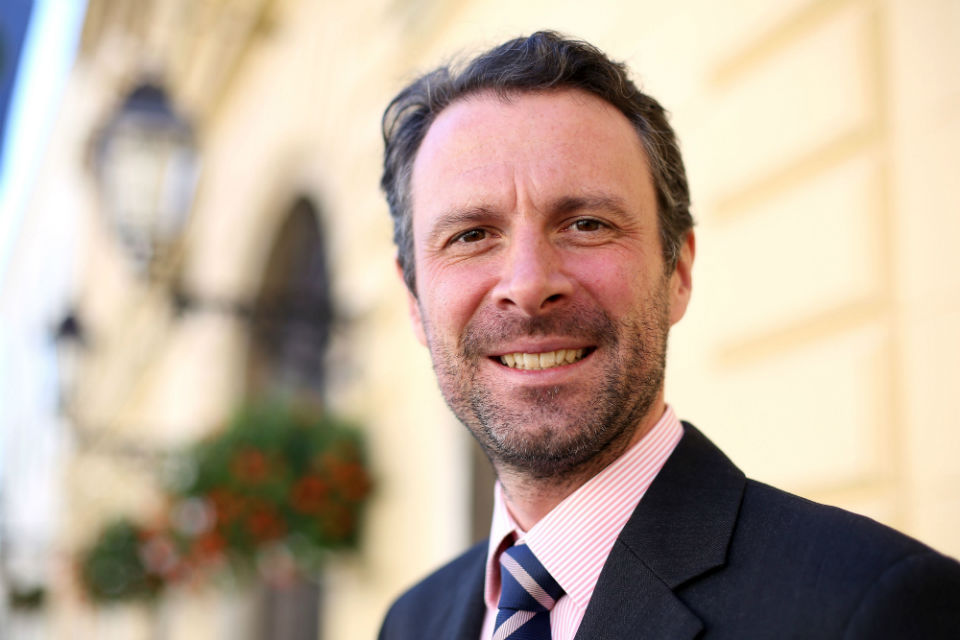
Andrew Dalgleish ist seit 2022 kommissarischer Hochkommissar.

| Amtsinhaber                 | Beginn der Amtszeit | Ende der Amtszeit | Anmerkung                          |
| --------------------------- | ------------------- | ----------------- | ---------------------------------- |
| Sir Laurence Grafftey-Smith | 1947                | 1951              | Hochkommissar                      |
| Sir Gilbert Laithwaite      | 1951                | 1954              |                                    |
| Sir Alexander Symon         | 1954                | 1961              |                                    |
| Sir Morrice James           | 1961                | 1965              |                                    |
| Sir Cyril Pickard           | 1966                | 1971              |                                    |
| Sir Laurence Pumphrey       | 1971                | 1976              | Hochkommissar, ab 1972 Botschafter |
| John Bushell                | 1976                | 1979              |                                    |
| Sir Oliver Forster          | 1979                | 1984              |                                    |
| Richard Fyjis-Walker        | 1984                | 1987              |                                    |
| Sir Nicholas Barrington     | 1987                | 1994              | Botschafter, ab 1989 Hochkommissar |
| Sir Christopher MacRae      | 1994                | 1997              |                                    |
| Sir David Dain              | 1997                | 2000              |                                    |
| Sir Hilary Synnott          | 2000                | 2003              |                                    |
| Sir Mark Lyall Grant        | 2003                | 2006              |                                    |
| Robert Brinkley             | 2006                | 2010              |                                    |
| Sir Adam Thomson            | 2010                | 2014              |                                    |
| Philip Barton               | 2014                | 2016              |                                    |
| Thomas Drew                 | 2016                | 2019              |                                    |
| Christian Turner            | 2019                | 2022              |                                    |
| Andrew Dalgleish            | 2022                | amtierend         | Kommissarischer Hochkommissar      |